# Jasenina (potok)
Jasenina je 9,9 km dlouhý potok na Horní Nitře v severozápadní části okresu Prievidza. Je to levostranný přítok Nitrice.

## Pramen
Protéká Strážovskými vrchy, pramení v podcelku Zliechovská hornatina, na jihovýchodním úpatí vrchu Strážov (1213 m n. m.) v nadmořské výšce okolo 700 m.

## Průběh toku
Nejprve teče jihozápadním směrem, stáčí se na jihovýchod, z pravé strany přibírá dva krátké přítoky, zleva přítok od Ubočky a postupně se stáčí na jih a jihozápad. Zprava přibírá přítok od Vysoké, zleva z Kohútovy doliny a protéká obcí Gápel. Dále přibírá dva levostranné přítoky od osady Cobrial a přítok ze Zliechovské doliny. Následuje pravostranný přítok od Suchého vrchu, levostranný od Čavojského vrchu a zprava přítok ze Slávikovy doliny. Jasenina se poté stáčí na jih, výrazně se vlní, zleva přibírá ještě tři přítoky: od Čavojského vrchu, potok Šindeliarska a přítok od Temešské skály. Před ústím se rozvětvuje na dvě ramena a u osady Klin, na katastrálním území obce Temeš, ústí v nadmořské výšce 385 m do Nitrice.